# Сичик-ельф перуанський
Сичик-ельф перуанський (Xenoglaux loweryi) — вид хижих птахів родини совових (Strigidae). Ендемік Перу.

## Поширення
Вид поширений в Андах на півночі Перу. Усі відомі місця проживання знаходяться поблизу типового місця, де його було виявлено, Абра Патрісія (перевал на кордоні департаментів Амазонас і Сан-Мартін) і далі на захід в Амазонас у Ла Есперанса, у Кордильєрах Колан і в кількох інших місцях. Його ареал обмежений хмарними лісами з пишним підліском та епіфітами, на висоті 1900—2600 м над рівнем моря (імовірно, також нижче — до 1800 м над рівнем моря)
За підрахунками чисельність популяції виду становить від 350до 1500 дорослих птахів.

## Історія відкриття
Сичик-ельф перуанський був описаний в статті 1977 року на основі трьох зразків, зібраних у серпні 1976 року. Хоча вид дещо нагадує кілька інших маленьких сов, автори віднесли її до нового роду Xenoglaux, назва якого є поєднанням грецьких слів xenos («дивний») і glaux («сова»). Вони застосували видовий епітет loweryi на знак визнання Джорджа Г. Лоурі молодшого за «його вплив на нас і на неотропічну орнітологію». У наступні роки було зібрано ще декілька екземплярів, і птаха було записано на звук після вилову туманною сіткою в 2002 році. У 2007 році в заповіднику Абра Патрісія-Альто Нієва його спостерігали тричі, а вночі фіксували його крики. Пізніші записи та спостереження відбулися поблизу села Ла-Есперанса (приблизно 15 км на захід від Абра-Патриції), де його вперше зафіксували в січні 2010 року. Незабаром після цього було виявлено ще два локалітета.

## Опис
Оперення здебільшого коричневе з білуватою нижньою частиною тіла та оком. Великі очі помаранчево-коричневі. Незважаючи на те, що у цієї маленької сови немає пір'яних «вух», пір'я на передній частині голови розходяться з боків, схоже на шлейф. Назва монотипного роду Xenoglaux означає дивна сова і відноситься до довгого пір'я на її голові. Маючи довжину тіла 13–14 см і масу близько 47,5 г, це одна з найменших сов у світі.